# Wappen Proskaus

Das Wappen Proskaus

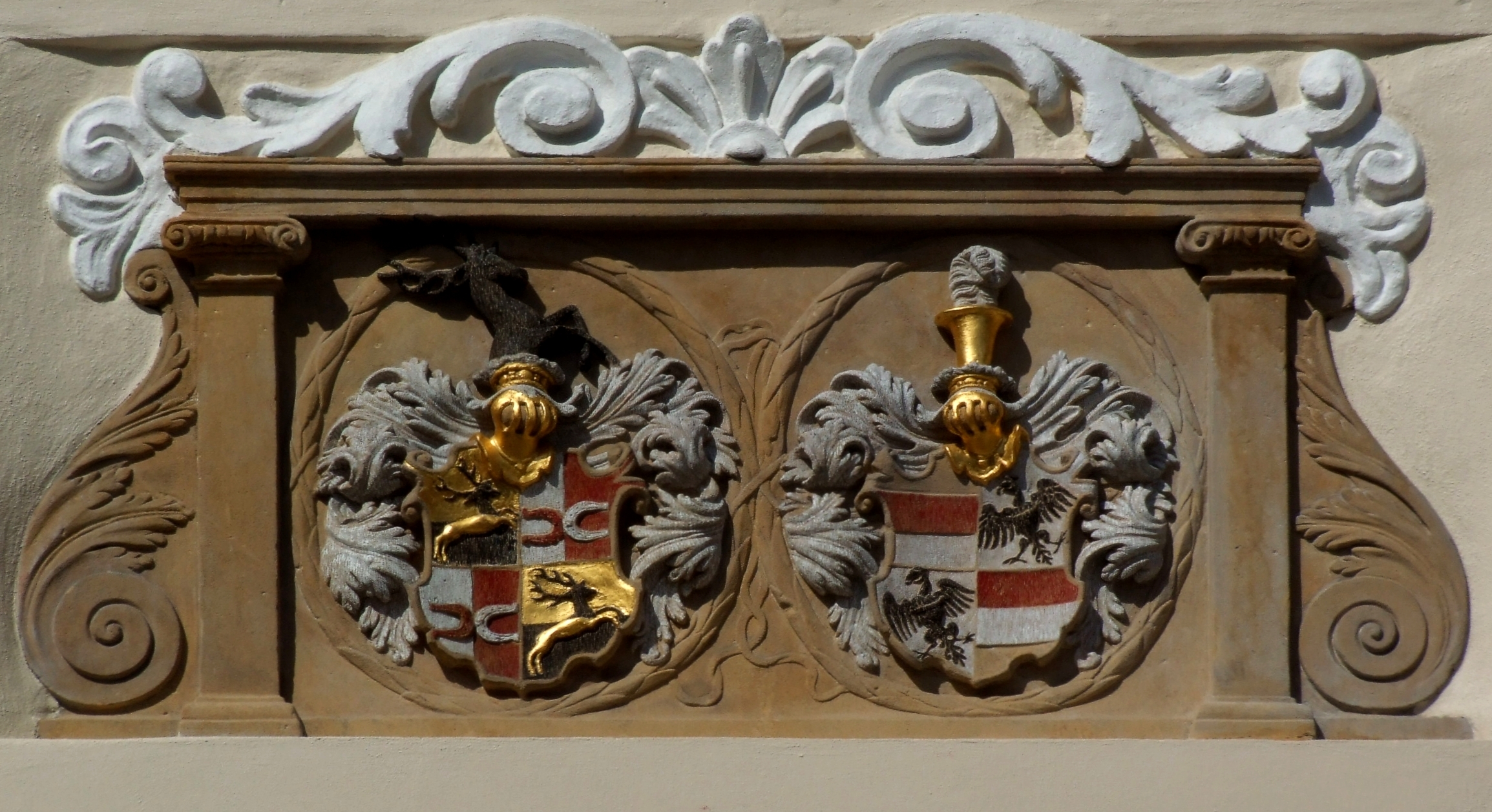
Wappen der Familie Proskowski (links) und Wappen Lobkowitz in Oppeln

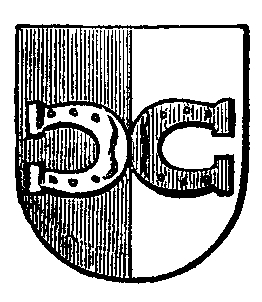
Das alte Proskauer Wappen (nach Clericus)

Das Wappen der Stadt und Gemeinde Proskau (Prószków) ist quadriert (geviert).

## Beschreibung
Das Wappen der Stadt ist geviert. Im Gold und Schwarz geteilten ersten und vierten Feld  ein springender Hirsch mit verwechselten Farben. Im Silber und Rot gespaltenen zweiten und  dritten Feld  je ein liegendes Hufeisen mit dem Hufeisenbogen an der Schildteilung stoßend in verwechselten Farben.

## Geschichte

### Das alte Wappen
Das alte Wappen ist gespalten. Im vorderen Feld zeigt es auf silbernem Grund ein halbes rotes Hufeisen. Im hinteren Feld zeigt es auf rotem Grund ein halbes silbernes Hufeisen.

### Das aktuelle Wappen
Das Wappen der Stadt ist eine Übernahme des Stammwappens der Adelsfamilie Proskowski.